# Schistidium torreyanum
Schistidium torreyanum är en bladmossart som beskrevs av Ryszard Ochyra 1998. Schistidium torreyanum ingår i släktet blommossor, och familjen Grimmiaceae. Inga underarter finns listade i Catalogue of Life.